# 北1条東 (札幌市)
北1条東（きたいちじょうひがし）は、札幌市中央区の街区「北1条」の創成川以東の部分であり、東1丁目から東19丁目まで設置されている。郵便番号は060-0031

## 地理
大通に北接する創成川以東の街区である。

## 施設
教育機関
- 札幌ベルエポック美容専門学校（東1丁目）
- 聖園幼稚園（東6丁目）
- 駒鳥保育所（東8丁目）

医療
- 時計台記念病院アネックス（東1丁目）
- 北海道歯科医師会（東9丁目）

公園
- 東7丁目緑地（東7丁目）

観光
- サッポロファクトリー（東4・5丁目）

神社仏閣
- 日本キリスト教団札幌教会（東1丁目）
- カトリック北一条教会・札幌司教館（東6丁目）
- 本門寺（東9丁目）

企業
- エコモット（東2丁目）
- 北海道総合通信網（東2丁目）
- 北電興業（東3丁目）
- 北電総合設計（東3丁目）
- 北海道エネルギー（東3丁目）
- 中道リース（東3丁目）
- 吉本興業札幌支社（東4丁目）
- 札樽自動車運輸（東15丁目）

## 交通

### 道路
国道
- 国道5号
- 国道12号
- 国道275号